# Apostolisch vicariaat Tierradentro
Het apostolisch vicariaat Tierradentro (Latijn: Vicariatus Apostolicus Tierradentroënsis) is een rooms-katholiek apostolisch vicariaat met als zetel Belalcazar, in de gemeente Páez, in Colombia. Het apostolisch vicariaat is vrijgesteld en valt als immediatum direct onder de Heilige Stoel, zonder te behoren tot een kerkprovincie. 

## Geschiedenis
Het apostolisch vicariaat werd opgericht op 13 mei 1921, als de apostolische prefectuur Tierradentro, uit delen van het aartsbisdom Popayán. Op 17 februari 2000 werd het verheven tot apostolisch vicariaat. 

## Parochies
Het apostolisch vicariaat had in 2020 een oppervlakte van 2.085 km2 en telde 73.600 inwoners waarvan 92,9% rooms-katholiek was.

## Ordinarii

### Prefecten
- Emilio Larquère (9 november 1923 - 3 juli 1948)
- Enrique Alejandro Vallejo Bernal (27 oktober 1950 - mei 1977)
- Germán Garcia Isaza (21 juli 1977 - 18 juni 1988)

### Apostolisch vicarissen
- Jorge García Isaza (5 mei 1989 - 25 april 2003)
- Edgar Hernando Tirado Mazo (19 december 2003 - 5 juni 2015)
- Óscar Augusto Múnera Ochoa (5 juni 2015 - heden)